# Turvolândia
Turvolândia là một đô thị thuộc bang Minas Gerais, Brasil. Đô thị này có diện tích 221,284 km², dân số năm 2007 là 4737 người, mật độ 21,1 người/km².